# Saint-Étienne-de-Brillouet
Saint-Étienne-de-Brillouet ist eine französische Gemeinde mit 613 Einwohnern (Stand: 1. Januar 2022) im Département Vendée in der Region Pays de la Loire; sie gehört zum Arrondissement Fontenay-le-Comte und zum Kanton La Châtaigneraie (bis 2015: Kanton Sainte-Hermine). Die Einwohner werden Stéphanois genannt.

## Geographie
Saint-Étienne-de-Brillouet liegt am etwa 36 Kilometer ostsüdöstlich von La Roche-sur-Yon. Umgeben wird Saint-Étienne-de-Brillouet von den Nachbargemeinden Thiré im Norden, Saint-Valérien im Nordosten, Pouillé im Osten, Nalliers im Süden, Saint-Aubin-la-Plaine im Westen und Südwesten sowie Saint-Jean-d’Hermine im Westen und Nordwesten.

## Bevölkerungsentwicklung
| 1962                      | 1968 | 1975 | 1982 | 1990 | 1999 | 2006 | 2013 |
| 543                       | 503  | 426  | 388  | 357  | 372  | 444  | 558  |
| Quelle: Cassini und INSEE |      |      |      |      |      |      |      |

## Baudenkmäler
Siehe: Liste der Monuments historiques in Saint-Étienne-de-Brillouet